# Рыжково (Череповецкий район)
Рыжково — деревня в Череповецком районе Вологодской области.
Входит в состав Коротовского сельского поселения, с точки зрения административно-территориального деления — в Коротовский сельсовет.
Расстояние до районного центра Череповца по автодороге — 59 км, до центра муниципального образования Коротово по прямой — 8 км. Ближайшие населённые пункты — Шейно, Песье, Спирово.
По переписи 2002 года население — 9 человек.